# Olympische Sommerspiele 1984/Teilnehmer (Chile)
| Gelbes Symbol für Goldmedaillen mit stilisierten Olympischen Ringen | Graues Symbol für Silbermedaillen mit stilisierten Olympischen Ringen | Braundes Symbol für Bronzemedaillen mit stilisierten Olympischen Ringen |
| ------------------------------------------------------------------- | --------------------------------------------------------------------- | ----------------------------------------------------------------------- |
| —                                                                   | —                                                                     | —                                                                       |

Chile nahm an den Olympischen Sommerspielen 1984 in Los Angeles, USA, mit einer Delegation von 52 Sportlern (50 Männer und zwei Frauen) teil.

## Teilnehmer nach Sportarten

### Fußball
- Herrenteam
5. Platz

- Kader
Daniel Ahumada
Jaime Baeza
Leonel Contreras
Marco Figueroa
Eduardo Fournier
Alejandro Hisis
Sergio Marchant
Álex Martínez
Luis Mosquera
Alfredo Núñez
Juvenal Olmos
Sergio Pacheco
Luis Pérez
Carlos Ramos
Fernando Santís
Patricio Toledo
Jaime Vera

### Judo
- Eduardo Novoa
Mittelgewicht: 12. Platz

### Leichtathletik
- Omar Aguilar
5000 Meter: Halbfinale
10.000 Meter: Vorläufe
Marathon: Rennen nicht beendet

- Alejandro Silva
Marathon: 56. Platz

- Emilio Ulloa
3000 Meter Hindernis: Halbfinale

- Gert Weil
Kugelstoßen: 10. Platz

- Alejandra Ramos
Frauen, 800 Meter: Vorläufe
Frauen, 1500 Meter: Vorläufe

- Mónica Regonesi
Frauen, 3000 Meter: Vorläufe
Frauen, Marathon: 32. Platz

### Radsport
- Manuel Aravena
Straßenrennen, Einzel: Rennen nicht beendet

- Roberto Muñoz
Straßenrennen, Einzel: Rennen nicht beendet
Punkterennen: 18. Platz

- José Antonio Urquijo
Sprint: 5. Runde

- Miguel Droguett
1000 Meter Einzelzeitfahren: 17. Platz
4000 Meter Mannschaftsverfolgung: 14. Platz
Punkterennen: 16. Platz

- Fernando Vera
4000 Meter Einzelverfolgung: 29. Platz in der Qualifikation
4000 Meter Mannschaftsverfolgung: 14. Platz

- Eduardo Cuevas
4000 Meter Einzelverfolgung: In der Qualifikation ausgeschieden
4000 Meter Mannschaftsverfolgung: 14. Platz

- Lino Aquea
4000 Meter Mannschaftsverfolgung: 14. Platz

### Reiten
- Alfredo Sone
Springreiten, Einzel: 35. Platz
Springreiten, Mannschaft: 14. Platz

- Americo Simonetti
Springreiten, Einzel: 42. Platz
Springreiten, Mannschaft: 14. Platz

- Victor Contador
Springreiten, Einzel: 44. Platz
Springreiten, Mannschaft: 14. Platz

- Alfonso Bobadilla
Springreiten, Mannschaft: 14. Platz

### Rudern
- Mario Castro
Achter: 7. Platz

- Carlos Neyra
Achter: 7. Platz

- Zibor Llanos
Achter: 7. Platz

- Giorgio Vallebuona
Achter: 7. Platz

- Alejandro Rojas
Achter: 7. Platz

- Víctor Contreras
Achter: 7. Platz

- Rodolfo Pereira
Achter: 7. Platz

- Marcelo Rojas
Achter: 7. Platz

- Rodrigo Abasolo
Achter: 7. Platz

### Schießen
- Pablo Vergara
Trap: 21. Platz

- Raúl Abatte
Trap: 48. Platz

- Alfonso de Iruarrizaga
Skeet: 26. Platz

- Carlos Zarzar
Skeet: 33. Platz

### Segeln
- Alberto González
470er: 18. Platz

- Juan Barahona
470er: 18. Platz

- Carlos Rossi
Star: 16. Platz

- Rodrigo Zuazola
Star: 16. Platz

- Jorge Zuazola
Soling: 18. Platz

- Luis Herman
Soling: 18. Platz

- Manuel González
Soling: 18. Platz